# Joel Banks
Joel Gregory Banks (* 3. April 1975) ist ein englisch-belgischer Volleyballtrainer und ehemaliger Spieler. Er ist Cheftrainer der Berlin Recycling Volleys und der niederländischen Nationalmannschaft.

## Werdegang

### Spieler
Banks spielte selber Volleyball in Belgien und Großbritannien. 2009 beendete der Zuspieler beim Londoner Verein Malory Eagles seine Karriere.

### Vereinstrainer
Seine Karriere als Trainer begann Banks 2002 in Belgien und in den Niederlanden, wo er diverse Mannschaften trainierte. Von 2017 bis 2022 trainierte er den belgischen Erstligisten VC Greenyard Maaseik, mit dem er zwei Meistertitel gewann. In der Saison 2022/23 war Banks als Trainer beim polnischen Erstligisten PGE Skra Bełchatów SSA aktiv, bevor er zur Saison 2023/24 Cheftrainer des deutschen Rekordmeisters Berlin Recyling Volleys wurde. Im März 2025 gab der Verein eine Vertragsverlängerung bis 2028 bekannt.

### Nationaltrainer
Von 2007 bis 2012 war Banks Co-Trainer der britischen Nationalmannschaft, dessen Cheftrainer er für das Jahr 2013 war. Zwischen 2014 und 2018 war Banks Trainer von belgischen Jugendnationalmannschaften, 2015 auch Co-Trainer der A-Nationalmannschaft. Von 2019 bis 2023 fungierte er als Coach der finnischen Nationalmannschaft. Im Februar 2025 wurde bekannt, dass Banks ab Sommer 2025 die niederländische Nationalmannschaft trainieren wird.

## Privates
Banks ist verheiratet mit einer Niederländerin. Sein Sohn Cohen und seine Tochter Skylar spielen ebenfalls Volleyball.